# Bucha (Turíngia)
Bucha é uma localidade e antigo município da Alemanha localizado no distrito de Saale-Orla, estado de Turíngia. Desde dezembro de 2019, forma parte do município de Neustadt an der Orla.
Pertencia ao Verwaltungsgemeinschaft de Seenplatte.